# Kruchopieczarka jesionowa

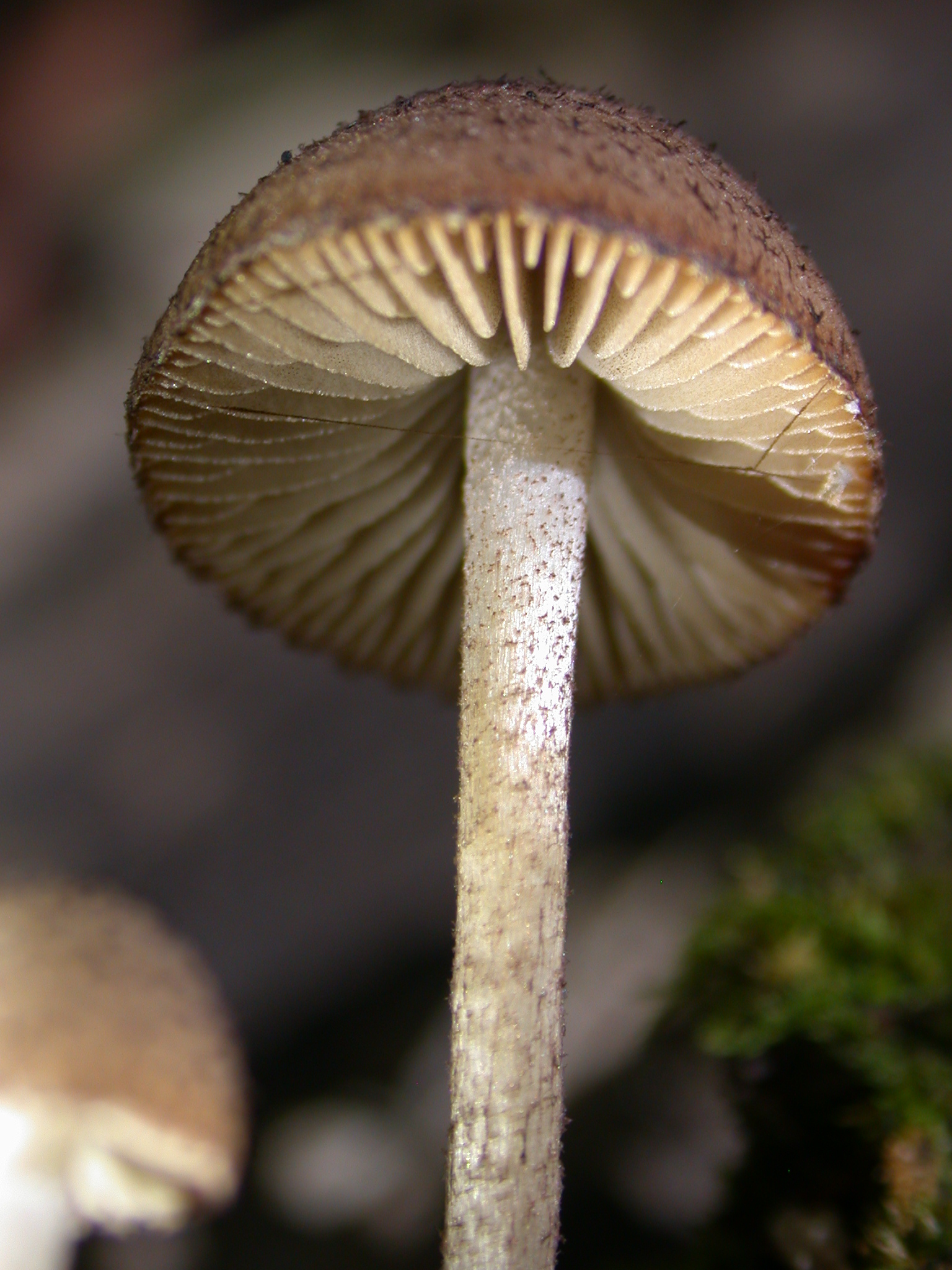

Kruchopieczarka jesionowa (Cystoagaricus hirtosquamulosus (Peck) Örstadius & E. Larss.) – gatunek grzybów należący do rzędu pieczarkowców (Agaricales).

## Systematyka i nazewnictwo
Pozycja w klasyfikacji według Index Fungorum: Cystoderma, Incertae sedis, Agaricales, Agaricomycetidae, Agaricomycetes, Agaricomycotina, Basidiomycota, Fungi.
Po raz pierwszy opisał go w 1873 r. Charles Horton Peck, nadając mu nazwę Agaricus hirtosquamulosus. W 2015 r. Leif Örstadius i Ellen Larsson przenieśli go do rodzaju Cystoagaricus. Synonimy:
- Agaricus hirtosquamulosus Peck 1873
- Hypholoma hirtosquamulosum (Peck) Sacc. 1887
- Psathyrella hirtosquamulosa (Peck) A.H. Sm. 1972

Nazwa polska na podstawie rekomendacji Komisji ds. Polskiego Nazewnictwa Grzybów z 2021 r.

## Morfologia
Charakterystyczną cechą tego gatunku są małe owocniki i higrofaniczny kapelusz w kolorze szarobrązowym do orzechowobrązowego, gęsto pokryty łuskami lub włoskami o barwie od ciemnobrązowej do czarnobrązowej. Blaszki szerokie, przyrośnięte, gęste, początkowo beżowe, a następnie ciemnofioletowobrązowe, ze strzępiastymi krawędziami.
Zarodniki 6–7,5 × 4,5–5,5 × 4–5 μm, nieco trójkanciaste, często o ściętych podstawach. Cheilocystydy o zróżnicowanym kształcie, 20–50 × 10–18 μm, często z fioletowym pigmentem wewnątrzkomórkowym, pod działaniem KOH brązowawe z oliwkowozielonymi osadami. Pleurocystydy o wymiarach 25–45 × 9–18 μm, z licznymi oliwkowozielonymi osadami w KOH.

## Występowanie i siedlisko
Podano stanowiska w Europie, Ameryce Północnej i w azjatyckich obszarach Federacji Rosyjskiej. Brak go w opracowanej w 2003 roku przez Władysława Wojewodę „Krytycznej liście wielkoowocnikowych grzybów podstawkowych Polski”, ale podano jego stanowiska w późniejszych latach. W internetowym atlasie grzybów znajduje się na liście gatunków zagrożonych i wartych objęcia ochroną.
Grzyb saprotroficzny związany z jesionami. Rozwija się na leżących na ziemi i próchniejących gałęziach jesionów i pod jesionami.